# Слепов, Владимир Яковлевич
Влади́мир Я́ковлевич Сле́пов (23 февраля 1925, Елань, Сердобский уезд, Саратовская губерния — 6 июня 2025, Санкт-Петербург) — советский и российский учёный, доктор педагогических наук, профессор, ветеран Великой Отечественной войны, полковник в отставке.
Высококвалифицированный специалист в области военной педагогики. Автор более 300 научных трудов, а также автобиографических книг «Память сердца моего» и «Танковые костры у Балатона».

## Биография
Родился 23 февраля 1925 года в селе Елань Сердобского уезда Саратовской губернии в семье Якова Васильевича Слепова (род. 1896) и его жены — Марфы Александровны Барцевой (род. в 1898). В семье было четверо детей: Анна (1918), Клавдия (1924), Владимир (1925) и Галина (1933).
Будучи учеником девятого класса, в декабре 1942 года Владимир был призван в ряды РККА. На фронтах Великой Отечественной войны служил рядовым, затем стал командиром орудия 27-го запасного артиллерийского полка. Летом 1943 года был направлен на учёбу в 1-е Ленинградское артиллерийское училище (ныне Санкт-Петербургское высшее артиллерийское командное училище), находившееся в эвакуации в городе Энгельс. По окончании обучения, в декабре 1944 года, уже в звании младшего лейтенанта был откомандирован в 43-й запасной офицерский полк. 15 марта 1945 года гвардии младший лейтенант Слепов был отправлен на 3-й Украинский фронт, был командиром огневого взвода 1-го дивизиона 74-го гвардейского пушечного артиллерийского полка 54-й гвардейской дивизионной артиллерийской бригады. Прошёл с боями по территории Венгрии, Австрии, Чехословакии. Был ранен. День Победы встретил в чешском местечке Писек, где части Красной армии встретились с американцами.
После войны окончил Высший военно-педагогический институт имени М. И. Калинина (в 1958 году вуз был преобразован в военно-педагогический факультет Военно-политической академии имени В. И. Ленина). Стал членом КПСС, продолжил военную службу на должностях политсостава в 38-м минно-артиллерийском и 4-м морском учебных отрядах. Затем был начальником вечернего университета марксизма-ленинизма Кронштадтского дома офицеров, начальником кафедры Высшего военно-морского училища радиоэлектроники имени А. С. Попова (ныне Военно-морской институт радиоэлектроники имени А. С. Попова).
В 1967 году Владимир Яковлевич защитил диссертацию на соискание учёной степени кандидата педагогических наук по теме «Воспитание у советских воинов коммунистического отношения к женщине»; в 1973 году — на соискание учёной степени доктора педагогических наук по теме «Морально-политическая и психологическая подготовка будущих офицеров ВМФ СССР».
В начале 1980-х годов Слепов читал лекции по педагогике и психологии для командного и преподавательского состава в Ленинградском высшем политическом училище МВД СССР имени 60-летия ВЛКСМ. В 1987 году в звании полковника был уволен в запас Вооружённых Сил. С 2000 года В. Я. Слепов — профессор кафедры военной педагогики и психологии Санкт-Петербургского военного ордена Жукова института войск национальной гвардии Российской Федерации. Владимир Яковлевич подготовил 107 кандидатов и 12 докторов наук. С 2016 года входил в состав редакционного совета научно-образовательного сетевого журнала «Наука и образование — XXI век». Проживал в Санкт-Петербурге.
Скончался 6 июня 2025 года в возрасте 100 лет в Санкт-Петербурге.

## Заслуги
- Был награждён орденами Красной Звезды (25 марта 1945), Отечественной войны 2-й степени, Дружбы и Александра Невского[9], а также многими медалями, среди которых «За боевые заслуги», «За победу над Германией в Великой Отечественной войне 1941—1945 гг.», «В память 300-летия Санкт-Петербурга», «300 лет Балтийскому флоту», медаль Жукова.
- Удостоен званий заслуженный работник высшей школы Российской Федерации и заслуженный деятель науки Российской Федерации.